# Harold Leavitt
Harold Jack Leavitt (Lynn, 14 gennaio 1922 – Pasadena, 8 dicembre 2007) è stato uno psicologo statunitense.
La sua attività è particolarmente rilevante per essere stato il primo, insieme a Thomas L. Whisler, ad aver coniato il termine Information Technology nel 1958 mediante un articolo pubblicato nella rivista Harvard Business Review.
Leavitt è stato professore emerito di comportamento organizzativo e psicologia presso la Graduate School of Business della Stanford University. È considerato un pioniere degli studi sul comportamento dei manager per migliorare l'organizzazione del lavoro.

## Opere
- Managerial Psychology. Éditions University of Cahicago Press, Chicago-London, 1975
- Corporate Pathfinders. Homewood, Ill. Dow Jones-Irwin, 1986
- Harold J. Leavitt and Jean Lipman-Blumen: Hot Groups: Seeding Them, Feeding Them, and Using Them to Ignite Your Organization. Oxford University Press 1999, ISBN 0-19-512686-6
- Top Down, Why Hierarchies are Here to Stay and How to Manage Them More Effectively Harold J. Leavitt, Harvard Business School Press, 2004